# S. E. Howse
S. E. Howse ist/war ein US-amerikanischer Filmtechniker und Erfinder, der 1960 mit einem Oscar für Wissenschaft und Entwicklung ausgezeichnet wurde. Bei dem Preis handelt es sich um eine sogenannte Class-II-Auszeichnung, da die Preisträger statt einer Oscar-Statuette (Class I) eine Oscar-Plakette erhalten.

## Berufliches
S. E. Howse wurde 1960 gemeinsam mit Wadsworth E. Pohl, Werner Hopf, William Evans und Thomas P. Dixon, die zu der Zeit alle beim Stanford Research Institute, Technicolor Corp. beschäftigt waren, mit einem Oscar für Wissenschaft und Entwicklung ausgezeichnet. Ihnen wurde diese Auszeichnung „for the design and development of the Technicolor electronic printing timer“ (für das Design und die Entwicklung des elektronischen Drucktimers Technicolor) zuerkannt.
Über S. E. Howse’ Ausbildung, Werdegang und was er nach der ihm 1960 zuerkannten Auszeichnung getan hat, ist nichts bekannt.

## Auszeichnung
Oscar/Wissenschaft und Entwicklung 1960 an S. E. Howse, Pohl, Hopf, Evans und Dixon